# 深海村 (熊本県)
深海村（ふかみむら）は熊本県の天草諸島、天草下島に存在していた村。

## 歴史
- 1889年（明治22年）4月1日 - 町村制の施行に伴い、単独で自治体を形成。
- 1954年（昭和29年）7月1日 - 深海村が久玉村・二浦村・牛深町・魚貫村と合併して牛深市が発足。